# Ronan Pensec
Ronan Pensec (Douarnenez, 10 de juliol de 1963) és un ciclista francès, ja retirat, que fou professional entre 1985 i 1997. Durant els seus primers anys com a professional fou una jove promesa del ciclisme francès, arribant a ser 6è al Tour de França de 1986, però en anys posteriors no hi hagué la progressió esperada. Les seves principals victòries foren l'Étoile de Bessèges i el Gran Premi de Plouay.
El 1994 va crear una cursa cicloturista, la Ronan Pensec, amb la finalitat de recollir diners per la recerca contra la Sida.
En retirar-se va continuar vinculat al ciclisme, primer com a comentarista de France Télévisions i més tard com a directiu de l'equip Bretagne Armor Lux.

## Palmarès
- 1985
  - 1r a l'Étoile des Espoirs
  - Campió de Bretanya de ciclo-cross
  - Vencedor d'una etapa del Circuit de La Sarthe
- 1987
  - 1r a l'Étoile de Bessèges
- 1988
  - 1r a la Ruta del Sud
  - 1r al Gran Premi de Rennes
- 1990
  - 1r al Circuit de l'Aulne
  - Vencedor d'una etapa del Tour del Mediterrani
- 1992
  - 1r al Gran Premi de Plouay
- 1994
  - 1r a la Copa de França de ciclisme
  - Vencedor d'una etapa de la Dauphiné Libéré

### Resultats al Tour de França
- 1986. 6è de la classificació general
- 1988. 7è de la classificació general
- 1989. 58è de la classificació general
- 1990. 20è de la classificació general. Porta el mallot groc durant 2 etapes
- 1991. 41è de la classificació general
- 1992. 52è de la classificació general
- 1993. 47è de la classificació general
- 1994. 66è de la classificació general

### Resultats a la Volta a Espanya
- 1985. 44è de la classificació general

### Resultats al Giro d'Itàlia
- 1991. 32è de la classificació general